# Kammergräber am Vord Hill

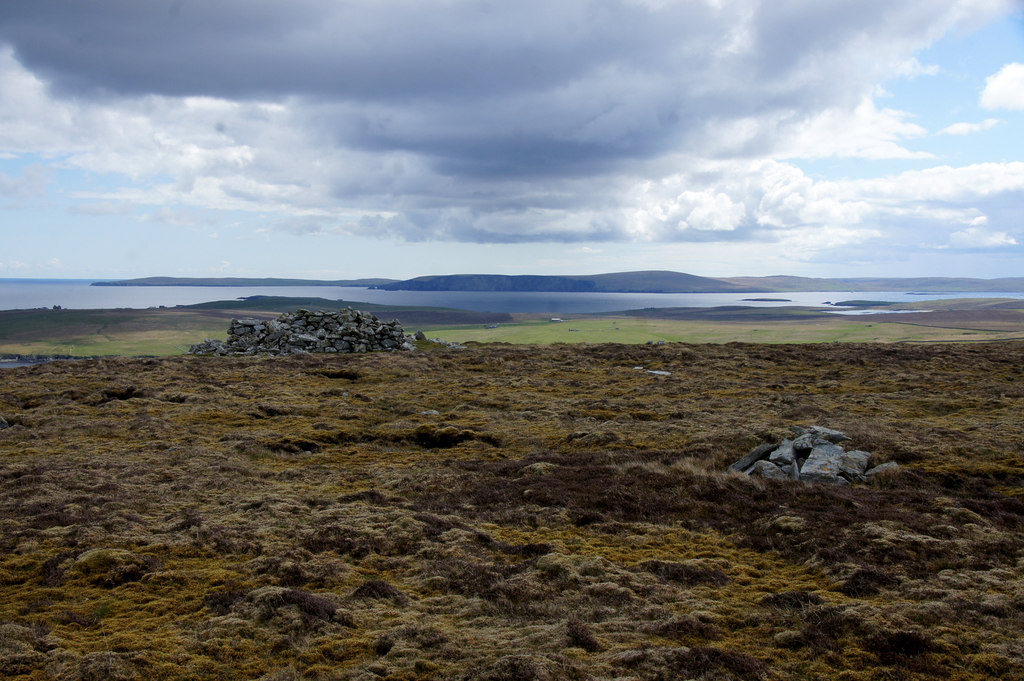
Kammergräber am Vord Hill

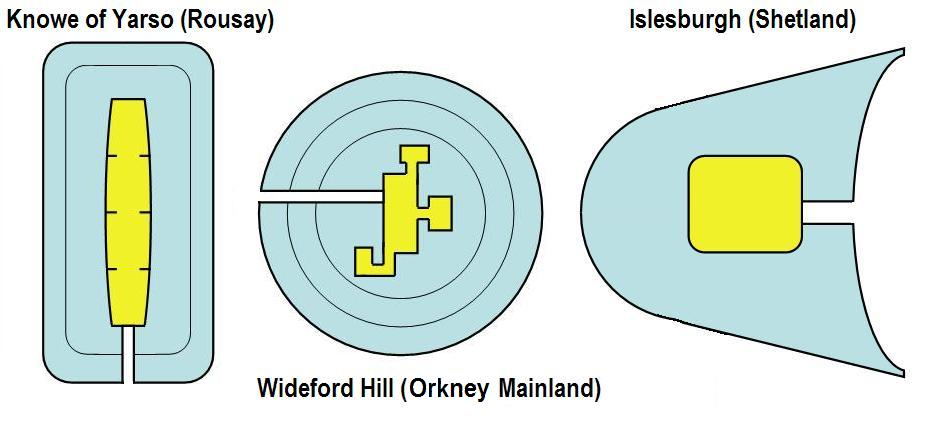
Schema eines Stalled Cairns (links), eines Maes Howe Typs (Mitte) und eines Heel-shaped Cairns (rechts)

Die Kammergräber am Vord Hill (North, South und Vord Hill III) sind Reste von Heel-shaped Cairns am Vord Hill im Norden der der schottischen Shetlandinsel Fetlar. Der nördliche Teil von Fetlar ist ein Vogelschutzgebiet, Heimat von Raubmöwen, Schnepfenvögeln und Schneeeulen. Die Cairns liegen innerhalb des vom 1. Mai bis Mitte August für Besucher gesperrten Vogelschutzgebietes.

## Vord Hill Nord
Der Heel-shaped Cairn (deutsch absatzförmige Steinhügel) besteht aus dem etwa 17,0 × 12,0 m messenden Steinhügel mit Resten einer Fassade auf der Südostseite. Vom Gang ist keine Spur erhalten. Innerhalb des Cairnmaterials befinden sich zwei senkrecht zueinander stehende große Platten, die das Vorhandensein einer Kammer nahelegen. Im südwestlichen Teil des Hügels ist der äußere Randstein zusammen mit einer zweiten und möglicherweise dritten inneren Randsteinkante sichtbar. Im Westen, angrenzend an den Steinhaufen befindet sich ein weiterer Cairn, der möglicherweise mit Steinen gebaut wurde, die aus dem Steinhügel entfernt wurden. Es gibt auch auf der Nordseite des Steinhügels Störungen, einschließlich der Einfügung einer kleinen Einhegung. Lage

## Vord Hill Süd
Der am besten erhaltene heel-shaped Cairn besteht aus einem etwa 11,0 m messende Rundhügel. Die Kammer ist noch erkennbar und der Gang überstand mit einigen Stürzen die Ausraubung des Hügels, dessen Steine die Wände einer doppelten Einhegung und einer rechteckige Struktur lieferten, die im Zweiten Weltkrieg als Wachraum diente. Einige Randsteine sind auf der Nordseite des Hügels erhalten. Lage

## Vord Hill III
Der kleine heel-shaped Cairn liegt östlich des Trigonometrischen Punktes in der Nähe des 159 m hohen Gipfels. Der Trigonometrische Punkt liegt auf einem kleinen Steinhaufen, dessen Steinmaterial möglicherweise vom Cairn des Vord Hill III stammt. Lage